# Lukáš Hrádecký
Lukáš Hrádecký (Bratislava, Eslovàquia, 24 de novembre de 1989) és un futbolista finlandès d'origen eslovac. Juga com a porter al Bayer 04 Leverkusen de la Bundesliga. És capità del seu equip i també de la selecció finlandesa.

## Carrera de club
Va néixer a la fi de 1989 a Bratislava, llavors part de Txecoslovàquia. Quan era petit la seva família va emigrar a Finlàndia per a establir-se a Turku, on han residit des de llavors. El seu germà menor Matej Hrádecký és també futbolista internacional.
Format com a porter en les categories inferiors del Turun Palloseura, el 2009 va fer una prova a l'Esbjerg fB de la Superliga danesa i va ser contractat durant les següents quatre temporades, en què va guanyar una Copa de Dinamarca en l'edició 2012-13. Posteriorment va jugar per al Brøndby IF des de 2013.
En 2015 va ser traspassat al Eintracht Frankfurt de la Bundesliga per petició del tècnic Niko Kovač. Gràcies a la seva carrera a l'equip alemany va poder consolidar-se amb la selecció finlandesa, i en la temporada 2017-18 el seu equip es va proclamar vencedor de la Copa d'Alemanya.
El maig de 2018, el Bayer 04 Leverkusen va anunciar el fitxatge de Hradecky per a la temporada 2018-19 com a agent lliure. Va signar un contracte fins al 2023. Hradecky va debutar amb el Leverkusen el 15 de setembre de 2018 en un partit contra el Bayern de Munic. Des de la Bundesliga 2021–22, Hradecky és el capità del Leverkusen. El 6 d’agost de 2022, va ser expulsat durant la derrota contra el Borussia Dortmund per una acció amb la mà després d’intentar agafar la pilota fora de la seva àrea.
El 30 d’agost de 2022, Hradecky va renovar el seu contracte amb el Leverkusen, signant fins al juny de 2026.

## Carrera internacional
El gener de 2010, Hradecky va ser convocat a la selecció nacional de Finlàndia per Stuart Baxter per enfrontar-se a la selecció de Corea del Sud en un partit amistós a Màlaga, Espanya. Hradecky va romandre a la banqueta durant tot el partit. Finalment, va debutar amb la selecció absoluta el 21 de maig de 2010, quan va substituir Jukka Lehtovaara a la segona meitat en una derrota per 2-0 contra Estònia.
Va jugar el seu primer partit de classificació per al Campionat d'Europa de la UEFA el 3 de juny de 2011, quan Mixu Paatelainen el va incloure a l'onze inicial contra San Marino a Serravalle. A la tardor de 2011, es va consolidar com a titular de la selecció finlandesa i va disputar els partits de classificació contra Moldàvia, Països Baixos i Suècia.
Hradecky va jugar tres amistosos durant la preparació de Finlàndia per a la classificació per al Mundial de la FIFA 2014. Va ser titular en el primer partit de classificació contra França, però després va quedar a la banqueta durant la resta de la campanya, ja que Niki Mäenpää es va establir com a porter titular.
Hradecky va ser convocat per al partit amistós previ a l'Eurocopa 2020 de la UEFA contra Suècia el 29 de maig de 2021. Va disputar tots tres partits de Finlàndia en el torneig. L'equip va acabar en 3a posició al Grup B de l'Eurocopa 2020 després de perdre per 2-0 contra Bèlgica el 21 de juny de 2021. Posteriorment, van ser eliminats del torneig. Hradecky va ser guardonat com el millor porter de la fase de grups de la competició.

## Palmarès
Esbjerg fB
- 1 Copa danesa: 2012-13
- 1 Primera divisió danesa: 2011-12

Eintracht Frankfurt
- 1 Copa alemanya: 2017-18

Bayer Leverkusen
- 1 Bundesliga: 2023-24[17]
- 1 Copa alemanya: 2023-24[18]
- 1 Supercopa alemanya: 2024[19]